# Nervio cutáneo femoral lateral
El nervio cutáneo femoral lateral (L2 y L3), también conocido como nervio cutáneo lateral del muslo o nervio femorocutáneo, es un ramo directo del plexo lumbar, sigue un trayecto oblicuo hacia la espina iliaca anterosuperior y luego pasa en la profundidad del ligamento inguinal hacia el muslo, incidiéndose en los ramos anterior y posterior. Los ramos anteriores emergen a la superficie en un punto situado aproximadamente 10 cm distal al ligamento inguinal e inervan la piel de las porciones lateral y anterior del muslo. El ramo posterior se dirige hacia atrás, a través de las caras lateral y posterior del muslo, para inervar la piel desde el plano del trocánter mayor hasta el centro de la zona justo proximal a la rodilla.

## Lesión del femorocutáneo
Está sujeto a atrapamiento, sobre todo cuando atraviesa el "ligamento inguinal" a nivel de su origen en la espina iliaca anterior. Además, puede ser lesionado por traumatismos cerrados o heridas penetrantes del muslo. Como consecuencia, se desarrolla una neuralgia del femorocutáneo o "meralgia parestésica". Consiste en una sensación de adormecimiento, parestesias y dolor en el área de distribución del nervio. En general, hay hiperestesia o disestesia en el área correspondiente, y a veces zonas de anestesia. No existen trastornos motores, ni alteraciones de los reflejos osteotendinosos. Los síntomas pueden empeorar si el paciente se mantiene de pie o camina durante periodos prolongados, aunque, en ocasiones, cuando es obeso, la posición de sentado es la que mayor dolor ocasiona. Los factores que contribuyen a este cuadro son el embarazo, la obesidad y la diabetes mellitus. Excepcionalmente la meralgia puede ser bilateral.